# 팔검객
팔검객은 한국에서 제작된 이강천 감독의 1963년 영화이다. 김진규 등이 주연으로 출연하였고 지우성 등이 제작에 참여하였다.

## 출연

### 주연
- 김진규
- 엄앵란
- 이예춘

## 제작진
- 조명: 김응수
- 미술: 정우택